# Typ 1 Či-he
Typ 1 Či-he (japonsky 一式中戦車 チへ, Iči-šiki čusenša Či-he) byla vylepšená verze středního tanku Typ 97 Či-ha Japonské císařské armády během druhé světové války. Měl výkonnější kanón a motor a také silnější pancéřování.

## Historie a vývoj
Po roce 1941 si Japonská císařská armáda rychle uvědomila, že konstrukce středního tanku z třicátých let, Typu 97 Či-Ha je oproti nové generaci spojeneckých tanků, jako M4 Sherman zastaralá. 57mm kanón Typu 97 byl určen pro podporu pěchoty a nebyl schopný penetrovat spojenecké tanky z čtyřicátých let. Navíc pancéřování tanku Či-ha bylo slabé a zranitelné nepřátelskými protipancéřovými zbraněmi.
Japonská císařská armáda na to zareagovala tím, že zavedla do služby novou sérii tanků založených na Typu 97. První z nové série byl Typ 1 Či-He, který se objevil v roce 1941. Nicméně výroba byla zahájena až roku 1943, kvůli prioritním dodávkám pancéřové oceli na stavbu válečných plavidel pro Japonské císařské námořnictvo. Mezi roky 1943–44 bylo vyrobeno 170 kusů, které se nikdy nezúčastnily bojů. 

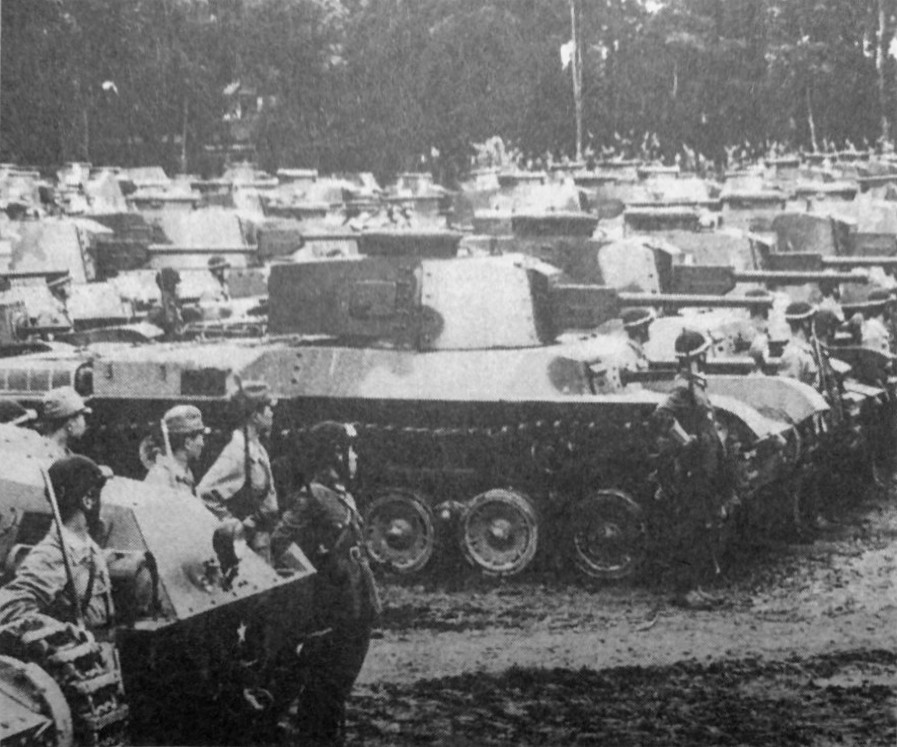
Střední tank Type 1 Či-He
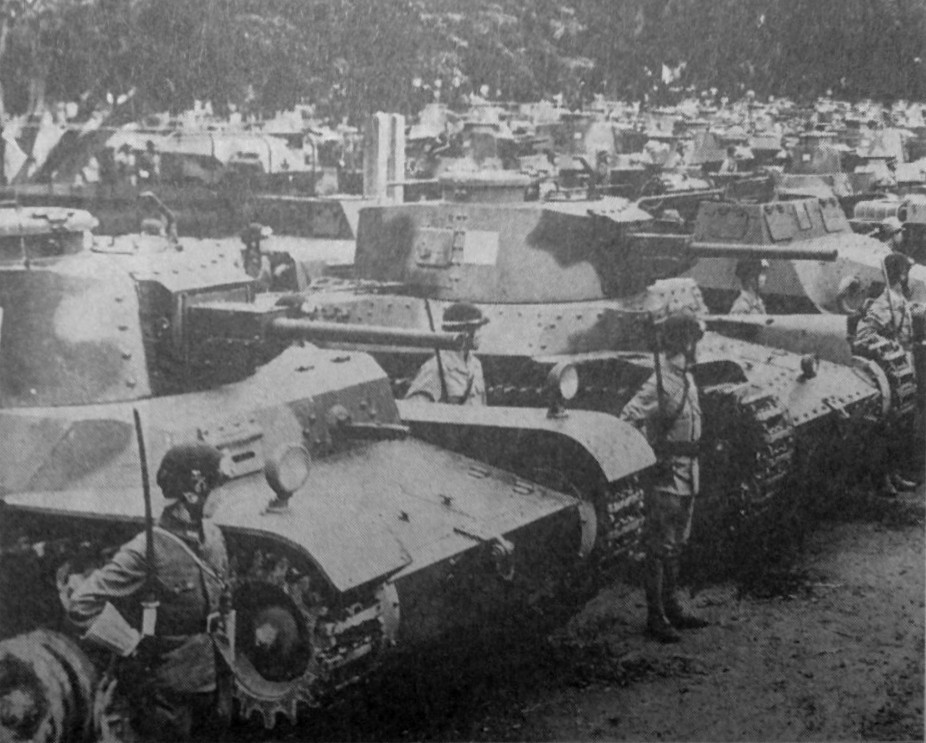
Střední tank Type 1 Či-He a střední tank Type 97 šinhoto Či-Ha
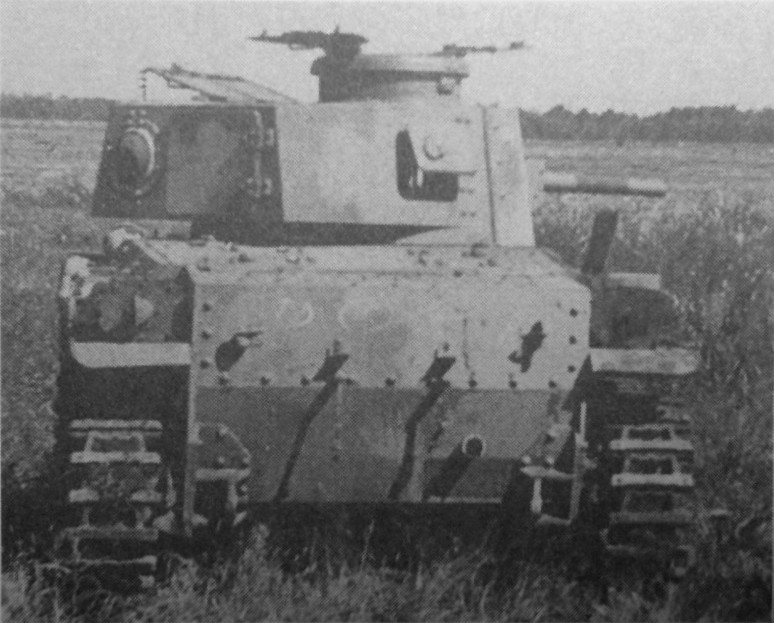
Střední tank Type 1 Či-He - pohled zezadu

## Bojová služba
Všechny Typy 1 byly přiděleny na japonské domácí ostrovy jako obrana proti plánované spojenecké operaci Downfall. I přes všechna vylepšení pancíře a palebné síly Typu 1 Či-He oproti Typu 97 Či-Ha stále zaostával oproti americkým středním tankům M4 Sherman

## Varianty
- Typ 1 Ta-Ha samohybný protiletadlový kanón

Byl postaven prototyp verze s dvojitým 37 mm protiletadlovým kanónem umístěným v pozici původního 47mm kanónu, ale nikdy se nedostal do výroby.